# Ковентри Билдинг Сосайети Арена
«Ковентри Билдинг Сосайети Арена» (англ. Coventry Building Society Arena) (до 2021 года «Рико-Арена») — многофункциональный спортивный комплекс, расположенный в английском городе Ковентри. Он включает в себя стадион на 32 609 мест, где свои домашние матчи проводят клуб футбольного Чемпионшипа «Ковентри Сити» и регбийный клуб «Уоспс», выставочный зал площадью 6000 квадратных метров (65 000 квадратных футов), отель и казино. Здесь также находится торговый центр Arena Park, в котором находится один из крупнейших в Великобритании гипермаркетов Tesco Extra. Построен на месте газового завода Foleshill, назван в честь спонсора Coventry Building Society, который заключил десятилетнее спонсорское соглашение в 2021 году. Во время летних Олимпийских игр 2012 года, когда спонсорство было запрещено, стадион был известен как «Сити оф Ковентри».
Первоначально построенный в качестве замены бывшей арены «Ковентри Сити» под названием «Хайфилд Роуд», стадион изначально принадлежал и управлялся компанией Arena Coventry Limited (ACL), а футбольный клуб выступал в качестве арендатора. ACL находилась в совместном владении городского совета Ковентри и благотворительной организации Higgs Charity.
После затяжного спора об аренде между «Ковентри Сити» и ACL футбольный клуб покинул арену в 2013 году, проводя свои домашние матчи в Нортгемптоне более года, прежде чем вернуться в родной город в сентябре 2014 года. В течение двух месяцев оба акционера ACL были выкуплены клубом регбийного Премьершипа «Уоспс», который переехал на стадион со своего старого места пребывания Адамс-Парк в Хай-Уикоме. Дальнейший спор с «Уоспс» перед сезоном 2019/20 привёл к тому, что «Ковентри Сити» покинул стадион ещё на два сезона. В марте 2021 года клубы подписали десятилетний договор о возвращении футбола на арену и в город Ковентри.
Стадион стал первым в Великобритании, где клиенты использовали систему предоплаты с использованием смарт-карт в барах и магазинах. Однако теперь на стадионе наличные деньги также принимаются во всех киосках.

## История

### Планирование нового стадиона
Решение о переезде «Ковентри Сити» с Хайфилд Роуд на новый стадион с большей вместимостью, улучшенным транспортным сообщением и парковкой было принято в 1997 году тогдашним руководителем клуба Брайаном Ричардсоном. Ожидалось, что новый стадион будет готов к сезону 2000/01. Разрешение на строительство стадиона на 45 000 мест было дано весной 1999 года с запланированной датой завершения работ в августе 2001 года. Однако стадион был сдан на четыре года с опозданием и оказался более простым, чем предполагалось в первоначальном варианте планировки.
Ковентри был одним из трёх городов, претендовавших на строительство нового национального стадиона Англии, наряду с Лондоном и Бирмингемом. В 2001 году Ник Нолан, глава городского совета Ковентри, заявил, что их предложение однозначно было самым сильным, поскольку строительство могло быть завершено в течение трёх лет. План совета состоял в том, чтобы построить стадион на 90 000 сидячих мест, ориентировочная стоимость которого составила бы 250 миллионов фунтов стерлингов. Однако было решено, что Уэмбли останется в роли национального стадиона.
Первоначально арена была спроектирована как современный стадион с раздвижной крышей и полем, которое могло выдвигаться, открывая твёрдый пол для концертов. После вылета «Ковентри Сити» из Премьер-лиги в мае 2001 года, ухода ряда подрядчиков, финансистов и провала заявки Англии на проведение чемпионата мира по футболу 2006 года, планы были значительно сокращены, чтобы соответствовать новым реалиям. К лету 2002 года на его месте планировалось построить более простой стадион на 32 500 мест.

### Именование стадиона
Первое название стадиона «Ricoh Arena» появилось в результате многолетнего спонсорского контракта на сумму 10 миллионов фунтов стерлингов с производителем фотоаппаратов и копировальных аппаратов Ricoh. Во время строительства стадион назывался Jaguar Arena, Arena Coventry и Arena 2000.
Спонсорское соглашение с Ricoh было заключено после того, как первоначальный спонсор стадиона, производитель автомобилей Jaguar, был вынужден отказаться от участия из-за коммерческих трудностей, вызвавших скандальное закрытие большого сборочного завода Jaguar в Браунс-лейн, ранее являвшегося основным источником занятости в Ковентри. 4 августа 2004 года, за 12 месяцев до открытия стадиона, было объявлено, что новый стадион будет называться Jaguar Arena по сделке на сумму до 7 миллионов фунтов стерлингов до 2015 года. Однако сделка была отменена 17 декабря 2004 года. Jaguar однако сохранил за собой право на название выставочного зала арены. Спонсорство Ricoh с новым стадионом было подтверждено 26 апреля 2005 года.
5 мая 2021 года было объявлено, что объект будет переименован в Coventry Building Society Arena. Изменение названия вступило в силу летом 2021 года в рамках 10-летнего соглашения о праве на название со вторым по величине строительным обществом Великобритании.

## Футбольные события на стадионе

### Ковентри Сити

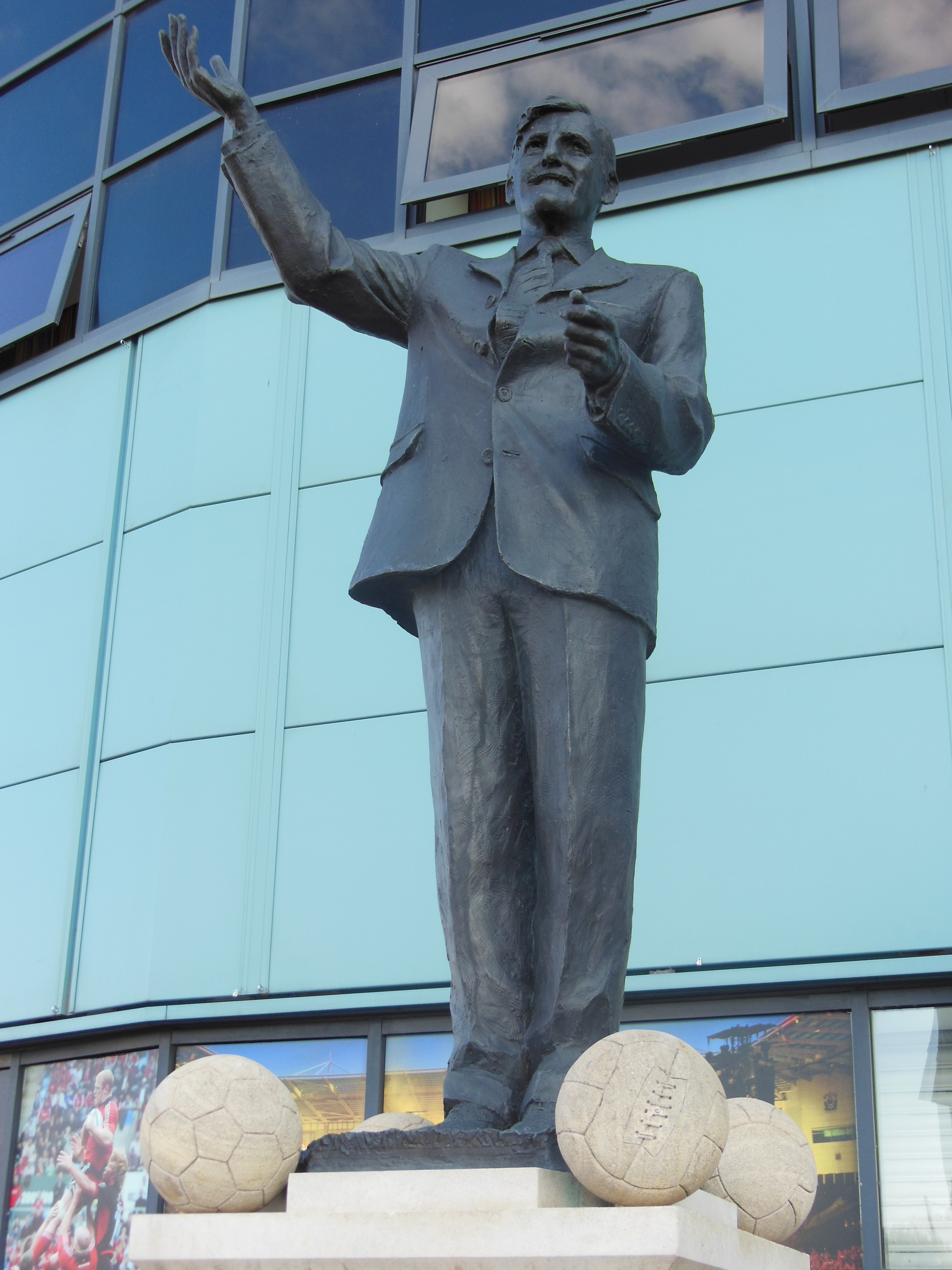
Статуя Джимми Хилла при входе на одну из трибун.

Первый футбольный матч на стадионе состоялся в августе 2005 года. Официальное открытие было проведено бегуньей Келли Холмс и министром спорта Ричардом Каборном 24 февраля 2007 года, когда на арене уже проходил аншлаговый футбольный матч молодёжной сборной Англии против Германии, к тому моменту, как «Ковентри Сити» уже успел провести здесь полный сезон.
Арена стала местом проведения домашних игр «Ковентри Сити» в начале сезона 2005/06, после 106 лет, проведённых на стадионе Хайфилд Роуд. Первый официальный футбольный матч, сыгранный на стадионе, состоялся 20 августа 2005 года против «Куинз Парк Рейнджерс» в присутствии уменьшенной публики (по соображениям безопасности) в размере 23 012 зрителей. Игра закончилась со счетом 3:0 в пользу Ковентри, а Клаус Бек Йоргенсен стал первым игроком, забившим мяч на этом стадионе. «Халл Сити» стал первой гостевой командой, выигравшей на «Рико-Арене», завершив игру 24 сентября 2005 года со счётом 2:0, причём оба гола забил Джон Уэлш.
Стадион никогда не собирал 32 600 зрителей на матче «Ковентри Сити», но в 2009 году их самая высокая посещаемость пришлась на матч против «Челси» в четвертьфинале Кубка Англии. Технически эта игра была аншлагом, поскольку фанаты заняли всё пространство и все доступные билеты были проданы при общей посещаемости 31 407 человек.
В декабре 2009 года на стадионе был забит первый хет-трик, когда Фредди Иствуд забил три гола в игре против «Питерборо Юнайтед». Иствуд забил два гола перед перерывом, прежде чем Крейг Маккейл-Смит оформил дубль во втором тайме и сравнял счёт. Однако «Ковентри Сити» заработал три очка в матче Чемпионшипа после того, как Иствуд забил последний гол матча всего через минуту после того, как «Питерборо» сравнял счёт. Фредди Иствуд оставался единственным игроком, сделавшим хет-трик на арене до тех пор, пока Джейкоб Мёрфи не забил хет-трик в первом тайме в матче Лиги 1 против «Джиллингема» 21 ноября 2015 года.
28 июля 2011 года у входа на стадион была открыта бронзовая статуя Джимми Хилла после того, как фанаты Ковентри Сити собрали 100 000 фунтов стерлингов. Он руководил клубом с 1961 по 1967 год и был ответственным за то, чтобы вывести его в высший дивизион. Несмотря на это, Хилл решил уйти с поста менеджера и начать карьеру на телевидении, но позже вернулся в Sky Blues в качестве управляющего директора, прежде чем стать председателем совета директоров. Когда он умер в декабре 2015 года, фанаты воздали дань уважения, возложив цветы и шарфы возле статуи.
Самый быстрый гол в истории был забит нападающим «Ковентри» Дэном Агьеи 4 октября 2016 года в ворота «Нортгемптон Таун» спустя 19,5 секунд после стартового свистка. Это побило предыдущий рекорд Гжегожа Расяка из «Рединга» с его 27 секундами в 2009 году, когда «Рединг» победил «Ковентри» со счётом 3:1. Гол Расяка по-прежнему остаётся самым быстрым, забитым гостями на стадионе.

#### Спор об аренде (2012—2013)
В декабре 2012 года владельцы Ковентри Сити, компания SISU Capital, оказались втянутыми в громкий спор с ACL из-за договорённости об аренде и отсутствия доступа к доходам от проведения матчей. Ранее согласованная арендная плата составляла 1,2 миллиона фунтов стерлингов в год, но не давала «Ковентри Сити» доступа к доходам от проведения матчей.
Крайний срок 27 декабря 2012 года был установлен ACL для оплаты аренды. После истечения крайнего срока Верховный суд принудил к исполнению постановление о ликвидации. Впоследствии, после того, как ACL планировала передать стадион в управление футбольной команде, сам клуб вошёл в состав администрации, и как следствие, принял 10-балльный штраф Футбольной лиги. Ещё один штраф в 10 баллов был вынесен, когда ACL отказалась принять условия добровольного соглашения компании (CVA), предложенные администратором. Футбольный клуб «Ковентри Сити» был куплен компанией Otium Entertainment Group.
23 марта 2013 года «Ковентри Сити» перевёл весь свой персонал и инвентарь клубного магазина с места проведения соревнований после долгого спора с клубом об аренде и доступе к доходам от проведения матчей.
«Ковентри Сити» согласились играть свои домашние игры в Нортгемптоне. Это привело к тому, что ACL пригрозила подать в суд на Нортгемптон Таун, если они решат продолжить предоставлять свой стадион для домашних игр Ковентри Сити. Нортгемптон опубликовал заявление клуба, в котором говорится, что они «не будут подвергаться издевательствам или угрозам». ACL впоследствии отозвала свой судебный иск против них.

#### Второе пребывание на стадионе (2014—2019)
ACL и Sisu договорились о двухлетнем соглашении по возвращению Ковентри Сити на арену в 2014 году. У клуба также была возможность играть там ещё два года. Свой первый матч они сыграли на стадионе 5 сентября 2014 года против «Джиллингема». Это произошло после выплаты 470 000 фунтов стерлингов от SISU Capital ACL по решению Футбольной лиги. Позднее сделка была продлена на год. Это означало, что «Ковентри Сити» оставался на «Рико Арене» до мая 2019 года, а затем в течение двух сезонов вынужден был играть в Бирмингеме.

#### Третье пребывание
10 марта 2021 года было объявлено, что «Ковентри Сити» и «Уоспс» заключили десятилетнее соглашение, которое будет означать, что клуб вернётся на стадион с сезона 2021/2022 годов. Клуб по-прежнему намерен построить новый стадион на территории недалеко от Уорикского университета на южной окраине города, поскольку пункт о перерыве в их контракте позволит им покинуть нынешний объект и отправиться на новый.

### Международный футбол
На арене были проведены два матча сборной Англии до 21 года. Первым был отборочный матч плей-офф молодёжного чемпионата Европы 5 октября 2006 года против немецких сверстников. Хозяева победили гостей со счётом 1:0 благодаря голу на 77-й минуте Лейтона Бейнса. Ещё был матч квалификации молодёжного Евро 9 октября 2009 года против Македонии. Хозяева обыграли гостей со счетом 6:3.
17 мая 2007 года сборная Англии до 19 лет провела домашний матч против сборной Нидерландов в элитном отборочном раунде юниорского чемпионата Европы. Гости выиграли игру 2:1.

### Олимпийские игры 2012

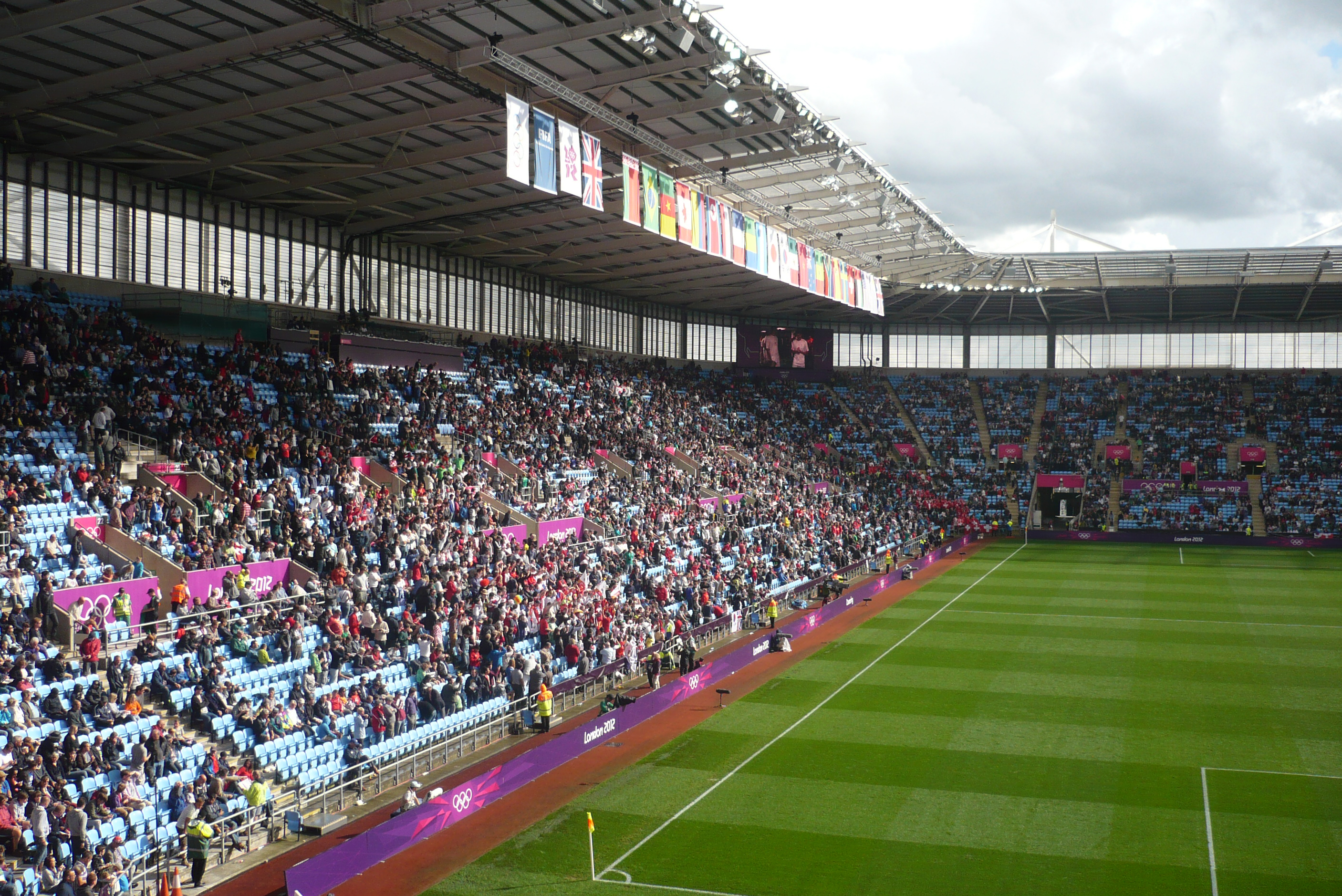
Стадион во время олимпийского матча.

Здесь также проходили 12 матчей футбольного турнира Олимпийских игр 2012 года. Стадион был временно переименован в «Сити оф Ковентри» из-за спонсорской поддержки названия, не разрешённой Международным олимпийским комитетом. В рамках подготовки к Олимпийским играм 23 апреля 2012 года в качестве тестовых соревнований Оман играл с Сенегалом в плей-офф олимпийской квалификации. Сенегал выиграл 2:0 и стал последней командой, отобравшейся на Игры. Первый олимпийский матч 25 июля 2012 года был между Японией и Канадой в группе F женского турнира. 9 августа 2012 года на стадионе «Сити оф Ковентри» состоялась игра за бронзовые медали между Францией и Канадой. Канада выиграла бронзовые медали в добавленное время со счётом 1:0.

### Другие футбольные матчи
На стадионе также состоялся финал женского Кубка Англии 2011 года, который проводился между «Арсеналом» и «Бристольской академией». 13 885 человек наблюдали, как «Арсенал» выигрывал свой одиннадцатый Кубок Англии, победив со счётом 2:0.
В отсутствие «Ковентри Сити» команда Мидлендского дивизиона Футбольной конференции Юношеского альянса «Football CV Reds» согласилась сыграть восемь матчей на стадионе в январе 2014 года. Молодёжная команда «Лестер Сити» дважды играла на арене 29 января 2014 года и 3 февраля 2014 года. Первая игра проходила за закрытыми дверями, но вторая игра против «Манчестер Юнайтед» была открыта для публики.
В августе 2014 года было объявлено, что женская команда «Ковентри Сити» переедет на стадион в сезоне 2014/15. Однако команде пришлось вернуться на Овал в Бедворте в течение сезона после того, как «Уоспс» купили арену.

## Регбийные события

### До переезда Уоспс
22 апреля 2007 года арена принимала свой первый регбийный матч, когда Нортгемптон Сэйнтс принимал Лондон Уоспс в полуфинале Heineken Cup. 16 186 наблюдали за победой «ос» со счёт 30:13 и их выходом в финал.
Лондон Уоспс снова играли на стадионе, на этот раз с ирландским Мюнстером 10 ноября 2007 года в матче Heineken Cup. «Осы» с небольшим перевесом выиграли 24:23. Стадион принимал ещё один полуфинал данного турнира в том же сезоне, когда Сарацины выбрали его местом для игры с Мюнстером, который победил со счётом 18:16.
28 марта 2009 года на арене прошёл полуфинал EDF Energy Cup. В первом полуфинале «Глостер» обыграл своих валлийских оппонентов из «Оспрейз» со счётом 17:0. В общей сложности 26 744 человека наблюдали за ними, и они также стали свидетелями того, как «Кардифф Блюз» победили «Нортгемптон Сэйнтс» со счётом 11:5.
Арена была одной из нескольких площадок, которые подали заявку на проведение матчей чемпионата мира по регби в 2015 году, поскольку 28 июля 2009 года Англия была объявлена хозяином. Тем не менее, это не удалось, так как Вилла Парк и Кинг Пауэр стали местами проведения матчей, выбранных в Мидлендсе для проведения турнира.

### Уоспс
В сентябре 2014 года Саймон Гилберт из Coventry Telegraph сообщил, что «Уоспс» вели переговоры о полноценном переезде на арену со своего поля в Адамс Парк. В октябре 2014 года Уоспс объявили, что с декабря 2014 года они будут играть свои домашние игры на «Рико-Арене». 14 ноября 2014 года они подтвердили покупку последних 50 % акций стадиона у благотворительной организации Higgs Charity, чтобы стать полными владельцами объекта.
После того, как «осы» приобрели оставшиеся 50 % у благотворительного фонда Алана Эдварда Хиггса в ноябре 2014 года, клуб объявил, что северная трибуна будет переименована в «Благотворительную трибуну Хиггса», и добавил, что 50 пенсов будут пожертвованы на благотворительность с каждого проданного билета.
21 декабря 2014 года «Уоспс» провели свой первый домашний матч в качестве хозяев на стадионе против «Лондон Айриш». В матче уроженец Ковентри Энди Гуд установил рекорд Премьершипа по наибольшему количеству очков, набранных в одном матче — 33. Это не было единственным рекордом, побитым в то время, поскольку посещаемость в 28 254 человека означала самую большую посещаемость матча Премьершипе на домашнем стадионе.
Рекорд посещаемости был снова побит, когда на арену приехали «Лестер Тайгерс». Общая посещаемость составила 32 019 человек, что означает, что это была самая высокая посещаемость на стадионе во время спортивного мероприятия, а также самая большая посещаемость матча Премьершипа на домашнем стадионе. «Тигры» обыграли «Ос» со счётом 26:21.
Самоа стала первой сборной, сыгравшей на стадионе в рамках подготовки к Кубку мира, когда они встретились с «осами» 5 сентября 2015 года.
15 октября 2016 года «осы» одержали самую крупную победу в Кубке чемпионов, победив итальянскую команду «Зебре» 82:14 после 12 результативных попыток.

## Другие спортивные события
Арена была выбрана для проведения теннисного матча второго раунда Первой группы Кубка Дэвиса между Великобританией и Россией 5-7 апреля 2013 года. Великобритания одержала шокирующую победу со счётом 3:2 над Россией после того, как они уступали 0:2.
После возрождения снукерного турнира Champion of Champions арена была выбрана местом проведения первого розыгрыша с 1980 года. После успешного мероприятия «Рико-Арена» стала ежегодным местом проведения соревнований до 2019 года.
Соревнования Премьер-лиги по дартсу проводились в этом месте дважды: первый раз — 21 февраля 2008 года, второй — 19 февраля 2009 года. Из-за растущего спроса на билеты в PDC это место перестало быть подходящим. Здесь также проходят другие второстепенные турниры PDC и турниры без зрителей во время пандемии COVID-19, а также соревнования BDO.
6 мая 2007 года на стадионе состоялась первая игра в американский футбол, когда «Ковентри Кэссиди Джетс» обыграли тогдашних чемпионов страны из «Лондон Олимпианс» со счётом 27:20. «Джетс» надеялись сыграть свой первый матч Кубка EFAF против «Мадрид Бэрс» 29 апреля, но они были вынуждены сменить место проведения на стадион Manor Park в Нанитоне. Матч регбийного кубка чемпионов, прошедший на предыдущей неделе перед матчем с Мадридом, привёл к возражению «Ковентри Сити» в случае повреждения поля.
На стадионе впервые состоялся матч по регбилиг 8 мая 2016 года, когда «Ковентри Бэарз» сразился с «Кейли Кугарз» в матче Лиги 1.
Рекордное количество зрителей на своем поле для «медведей» — 1097 человек — наблюдало, как команда проиграла свою игру. В ноябре на арене также состоялись две встречи Кубка четырёх наций по регбилиг 2016, когда Англия победила Шотландию, а Австралия победила Новую Зеландию в присутствии 21 009 человек.
На арене также пройдут соревнования по регби, борьбе и дзюдо на Играх Содружества 2022 года.

## Прочие мероприятия
- Первый концерт на арене состоялся 23 сентября 2005 года с участием Брайана Адамса. Бар в Eon Lounge с видом на поле был назван «Баром Брайана Адамса» в честь канадского рокера.
- Почти 40 000 человек увидели концерт Oasis, прошедший на стадионе 7 июля 2009 года.[62]
- «Scouting for Girls» выступали 30 ноября 2008 года в выставочном зале Ericsson.
- Брюс Спрингстин и группа E Street Band выступили с концертом для 37 262 человек 20 июня 2013 года в рамках своего тура Wrecking Ball Tour. Они снова выступили 3 июня 2016 года в рамках The River 2016 Tour перед толпой из 36 588 человек.
- Игровой фестиваль бессонницы от компании Multiplay проводился на стадионе до 2016 года, пока не переехал в NEC.[63]
- Рианна выступила на стадионе в рамках своего Anti World Tour 25 июня 2016 года.[64]
- MTV Crashes состоялся здесь в пятницу, 27 мая, и субботу, 28 мая 2016 года, в том числе при участии Chase & Status и Kaiser Chiefs в первый вечер, а во вторую ночь хедлайнером выступили Chainsmokers в рамках Club MTV.[65]
- В четверг, 17 ноября 2016 года, Catfish и The Bottlemen выступили перед заполненной аудиторией в выставочном зале Ericsson.
- В субботу, 2 июня 2018 года, Rolling Stones выступили на арене в рамках No Filter Tour, Мик Джаггер и толпа спели «Happy Birthday» Чарли Уоттсу, который праздновал своё 77-летие.
- Spice Girls выступали в течение двух ночей на арене, в том числе один аншлаговый концерт, 3 и 4 июня 2019 года в рамках Spice World — 2019 Tour.[66]